# Adalberto Rodríguez (futbolista)
Adalberto Omar Rodríguez López (Bahía Blanca, Buenos Aires, Argentina, 18 de septiembre de 1932) es un exfutbolista argentino. Jugaba de delantero y su primer club fue Banfield. 

## Carrera
Comenzó su carrera en 1949 jugando para Banfield. Juega para el club hasta el año 1954. En 1955 pasó a Racing Club. Jugó para el equipo avellanedense hasta 1956. En 1957 pasó a Tigre. En ese año se fue a España para formar parte de las filas del Real Jaén, en donde jugó por un año (1957-1958). Ese año se fue al Atlético de Madrid. Jugó para el club hasta 1959, cuando se retiró definitivamente.

## Clubes
| Club                 | País      | Año       |
| -------------------- | --------- | --------- |
| Banfield             | Argentina | 1949-1954 |
| Racing Club          | Argentina | 1955-1956 |
| Tigre                | Argentina | 1957      |
| Real Jaén            | España    | 1957-1958 |
| Atlético de Madrid   | España    | 1958-1960 |
| Cádiz Club de Fútbol | España    | 1960-1962 |